# Drame passionnel
Pour plus de détails, voir Fiche technique et Distribution.

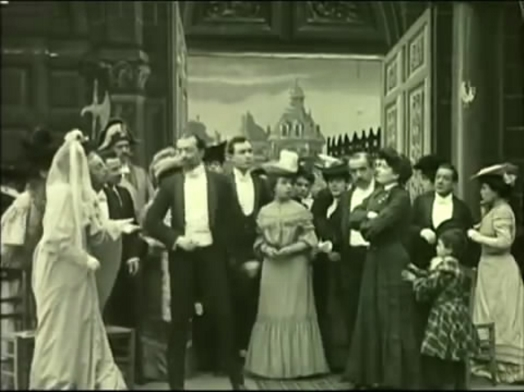

Drame passionnel est un court métrage français réalisé par Albert Capellani, sorti en 1906.

## Synopsis
Un homme et une femme se rencontrent dans un parc de Paris, et tombent amoureux l’un de l’autre. Quatre ans plus tard, ils ont une petite fille, mais l’homme s’ennuie et décide de rompre. Il disparaît, mais la femme le retrouve par hasard, alors qu’il est sur le point de faire un mariage d’argent. Elle prépare sa vengeance…

## Fiche technique
- Titre : Drame passionnel
- Réalisation : Albert Capellani
- Scénario : André Heuzé
- Société de production : Pathé Frères
- Pays de production :  France
- Genre : Drame
- Tourné en noir et blanc et en muet
- Date de sortie : France : 27 mai 1906
- Durée : 6 minutes 30 secondes